# Поппі
Поппі (італ. Poppi) — муніципалітет в Італії, у регіоні Тоскана, провінція Ареццо.
Поппі розташоване на відстані близько 220 км на північ від Рима, 45 км на схід від Флоренції, 31 км на північ від Ареццо.
Населення — 6251 особа (2014).

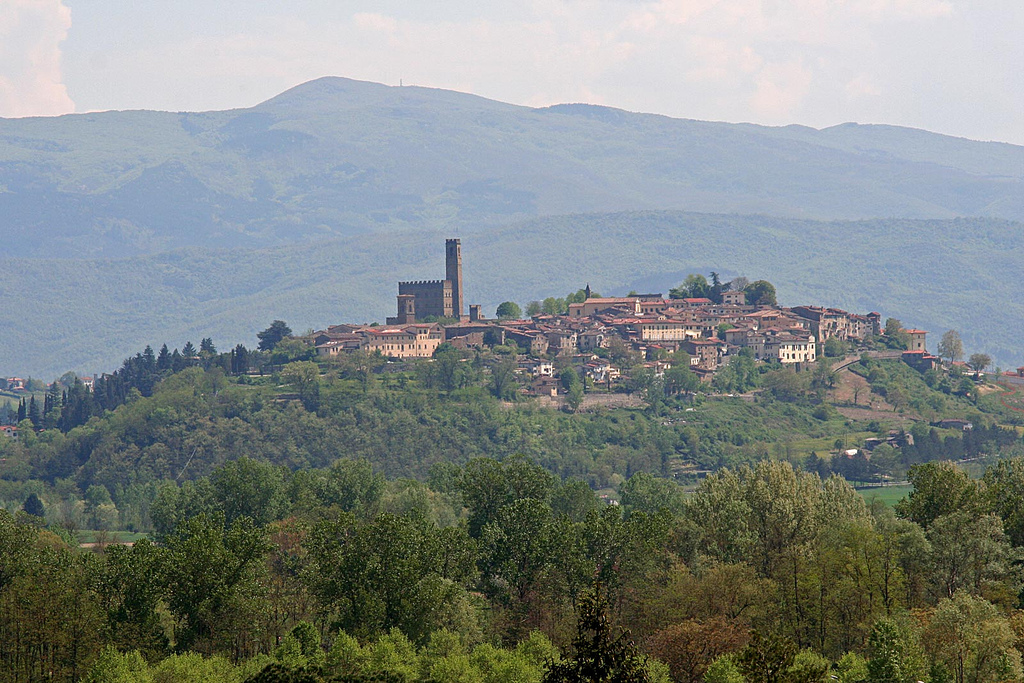

Щорічний фестиваль відбувається 16 березня. Покровитель — San Torello.

## Демографія
Населення за роками:

Станом на 1 січня 2023 року в муніципалітеті офіційно проживав 571 іноземець з 44 країн, серед них 357 громадян країн Євросоюзу та 5 громадян України.

## Персоналії
- П'єро Герарді (1909—1971) — італійський художник кіно та художник по костюмах.

## Сусідні муніципалітети
- Баньйо-ді-Романья
- Бібб'єна
- Кастель-Фоконьяно
- Кастель-Сан-Нікколо
- К'юзі-делла-Верна
- Ортіньяно-Раджоло
- Пратовеккьо-Стія